# Bexley (districte)
|  | Per a la població del districte de Bexley, amb el mateix nom, vegeu Bexley |

Bexley és un districte de Londres, Regne Unit, al sud-est del Gran Londres.

## Barris
El districte de Bexley està compost pels següents barris.
| - Albany Park - Barnehurst - Barnes Cray - Belvedere - Bexley - Bexleyheath - Blackfen - Blendon - Bostall - Bridgen - Coldblow - Crayford | - Crook Log - Crossness - East Wickham - Erith - Falconwood - Foots Cray - Lamorbey - Lessness Heath - Longlands - Lower Belvedere - May Place - North Cray | - North End - Northumberland Heath - Old Bexley - Slade Green - Sidcup - Upper Belvedere - Upton - Welling - West Heath - Abbey Wood (part de Greenwich) - Thamesmead (part de Greenwich) - Falconwood (part de Greenwich) - Ruxley (part de Bromley) |

## Transport
Bexley és un dels cinc districtes de Londres que no té cap estació del Metro de Londres. Però si que té estacions de tren de la National Rail.

### Estacions de tren
- Estació d'Albany Park
- Estació de Barnehurst
- Estació de Belvedere
- Estació de Bexley
- Estació de Bexleyheath
- Estació de Crayford
- Estació de Erith
- Estació de Falconwood
- Estació de Sidcup
- Estació de Slade Green
- Estació de Welling

A més, hi ha una estació al límit del districte amb Greenwich:
- Estació d'Abbey Wood